# Monika Soćko

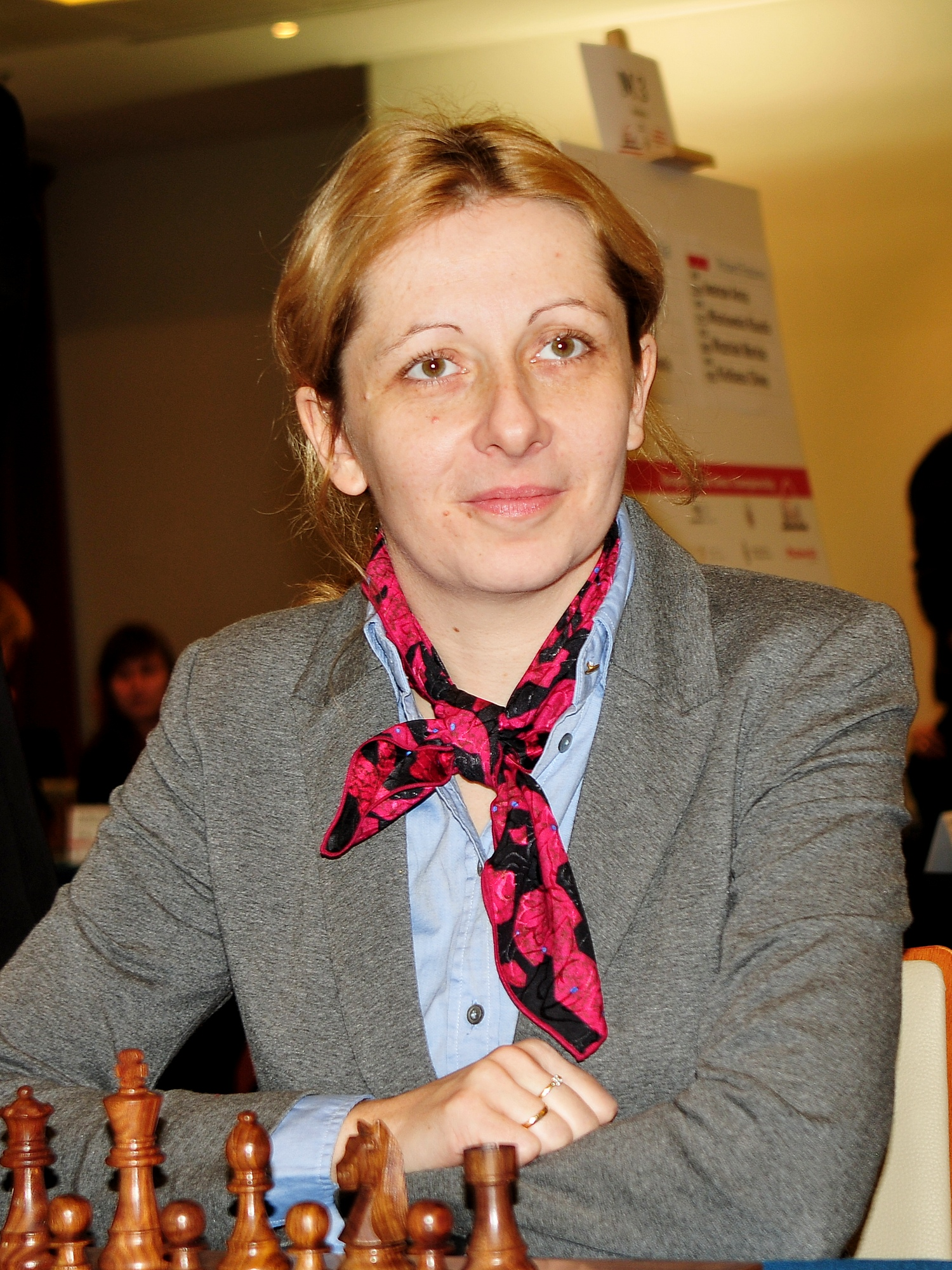
Monika Soćko in 2013

Monika Soćko (geboren Bobrowska, Warschau, 24 maart 1978) is een Poolse schaakster. Ze won het Poolse schaakkampioenschap bij de vrouwen vijf keer, in 1995, 2004, 2008, 2010 en 2013; in 1993, 1998, 2001, 2005 en 2008 behaalde ze in dit toernooi een zilveren medaille, in 1997, 1999 en 2007 een bronzen.
Ze is getrouwd met de Poolse schaakgrootmeester Bartosz Soćko.
Zelf behaalde ze de grootmeestertitel in 2008.
In 2004 nam ze met het Poolse vrouwenteam deel aan de 36e Schaakolympiade in Calvià; het team eindigde op de tiende plaats. In 2007 won Soćko een internationaal vrouwentoernooi in Baku, waaraan ook schaakkampioene bij de vrouwen Antoaneta Stefanova deelnam. In 2009 won ze de Arctic Chess Challenge in Tromsø, hoewel ze vooraf slechts als nummer 16 geplaatst was; haar echtgenoot eindigde als 13e. In maart 2010 werd ze derde bij het Europees kampioenschap schaken voor vrouwen na in tie-breaks Yelena Dembo en Marie Sebag te hebben verslagen.
In 2011 was ze onderdeel van het Poolse vrouwenteam bij het Europees schaakkampioenschap voor landenteams; het team eindigde op de tweede plaats.

## Protest in 2008
In het wereldkampioenschap bij de vrouwen in 2008 resulteerde een van haar partijen in een dispuut over de interpretatie van de FIDE-spelregels. In een Armageddon-partij had ze een overwinning nodig om door te kunnen gaan naar de volgende ronde. In de betreffende partij hadden beide speelsters nog slechts een koning en een paard; in zo'n stelling is schaakmat nog mogelijk maar kan niet worden afgedwongen. Haar tegenstandster, WGM Sabina-Francesca Foisor was in tijdnood en ging door haar vlag. Omdat schaakmat niet afdwingbaar was, besloot de wedstrijdleider dat het remise was, waardoor haar tegenstandster doorging naar de volgende ronde. Soćko tekende protest aan, met als argument dat de regels stellen dat het niet uitmaakt of schaakmat afdwingbaar is, maar dat het erom gaat of het mogelijk is. Het protest werd toegewezen en Soćko ging door naar de volgende ronde.